# Irregolarità del moto lunare
L'orbita della Luna è studiata da quella che, in gergo anglosassone, viene definita Lunar Theory, la quale tenta di spiegare i moti del nostro satellite. Ci sono molte irregolarità (o perturbazioni) nel moto della Luna, e molti tentativi sono stati fatti fin dalla antichità per tenere conto di queste. Dopo secoli di forte problematicità, i moti lunari sono al giorno d'oggi modellati con un grado molto elevato di accuratezza. Diversi aspetti della Teoria della Luna sono diventati un classico della storia della scienza. Di recente si sono raggiunti livelli di accuratezza che hanno trasformato la Lunar Theory in uno strumento adeguato per nuovi test delle teorie fisiche. Si può osservare che:
- il moto della Luna, dopo il lavoro dei coniugi francesi Michelle Chapront-Touzé e Jean Chapront, si può considerare noto con precisione
- la discussione di Hugh Godfray sottolinea il significato fisico delle perturbazioni (quale causa le produce e di quale entità sono)
- in parte, quei termini matematici sono la trasposizione algebrica dei vecchi epicicli geometrici
- il deferente dà il moto circolare, il primo epiciclo include la prima ineguaglianza (eccentricità), il secondo epiciclo include la seconda ineguaglianza (moto kepleriano)
- gli epicicli sono definiti sulla base dell'osservato, che aveva ai tempi molti limiti, e ne ha anche oggi, pertanto il modello può arrivare solo ad un certo punto predizione
- i termini algebrici, che nascono da sviluppi in serie completamente noti, possono predire perturbazioni aggiuntive, ancorché non ancora osservate; il limite è solo la capacità di calcolo
- Tycho e Keplero, con i dati a loro disposizione, hanno fatto "miracoli" di formalizzazione in ambito di meccanica celeste

La Lunar Theory include
- il “background” della teoria generale; comprese le tecniche matematiche utilizzate per analizzare il movimento della Luna e per generare formule e algoritmi per la stima suoi movimenti;
- formule quantitative, algoritmi e schemi geometrici che possono essere utilizzati per calcolare la posizione della Luna ad un tempo determinato, spesso con l'aiuto di tabelle basate su algoritmi.

La teoria ha una storia di oltre 2000 anni di indagini. I suoi sviluppi più moderni sono stati utilizzati nel corso degli ultimi tre secoli per fondamentali scopi scientifici e tecnologici, e lo sono ancora oggi.

## Applicazioni
- Nel XVIII secolo, il confronto tra la Lunar Theory e l'osservazione è stato utilizzato per testare la legge di Newton della gravitazione universale, il movimento dell'apogeo lunare.
- Nei secoli XVIII e XIX, le tabelle di navigazione basate sulla Lunar Theory, inizialmente nel Nautical Almanac, erano molto utilizzate per la determinazione della longitudine in mare con il metodo delle distanze lunari.
- Nei primi anni del secolo ventesimo, il confronto tra la Lunar Theory e l'osservazione è stato utilizzato in un altro test della teoria gravitazionale, per verificare il suggerimento di Simon Newcomb secondo cui una discrepanza nota nel moto del perielio di Mercurio avrebbe potuto essere spiegata da un aggiustamento minimo dell'esponente 2 nella legge dell'inverso del quadrato della gravitazione di Newton: la differenza fu poi spiegata con la teoria della relatività generale.
- Nella metà del ventesimo secolo, prima dello sviluppo degli orologi atomici, la Lunar Theory e l'osservazione sono state utilizzate congiuntamente per realizzare una base tempi astronomica (tempo delle effemeridi) libera dalle irregolarità del tempo solare medio.
- Nel tardo ventesimo secolo e all'inizio del ventunesimo, moderni sviluppi della Lunar Theory sono in uso, in abbinamento alle osservazioni di alta precisione, per verificare l'esattezza dei rapporti fisici associati con la teoria della relatività generale, compreso il principio forte di equivalenza, la gravitazione relativistica, la precessione geodetica, e la costanza della costante gravitazionale.

## Definizioni e valori numerici
Di seguito viene fornita una lista delle variabili che si incontreranno nel corso della esposizione delle singole perturbazioni della Luna. Ad esse viene assegnato dapprima un valore numerico approssimato (quello utilizzato popolarmente ai tempi del Godfray) e quindi una stima moderna migliore.
Alcune quantità che compaiono come argomento delle funzioni "seno", e che ne costituiscono la fase iniziale, sono semplicemente date come definizione verbale.
In ogni caso viene fornita per ogni perturbazione la possibilità di calcolo numerico completo, ad una data qualunque, con formulario ricavato dal libro del Meeus.
{\displaystyle \theta =} longitudine eclittica "vera" della Luna (funzione del tempo), misurata sull'eclittica
{\displaystyle m\simeq {1 \over 13}=} rapporto tra moto medio Sole e moto medio Luna; il valore preciso è {\displaystyle m={1 \over 13{,}37920}=0{,}074743}
{\displaystyle p=} moto medio Luna {\displaystyle =13{,}18681^{\circ }/giorno=p=0{,}230153\cdot \mathrm {radianti \over giorno} }
{\displaystyle m\cdot p=} moto medio Sole {\displaystyle =0{,}98562^{\circ }/giorno=p=0{,}017202\cdot \mathrm {radianti \over giorno} }
{\displaystyle k=\tan({5{,}145^{\circ }})=0{,}080994} = tangente della inclinazione dell'orbita della Luna
{\displaystyle c=1-{3 \over 4}\cdot m^{2}-{225 \over 32}\cdot m^{3}=0{,}992874}
{\displaystyle \alpha =} longitudine del perigeo della Luna al tempo zero, misurata sul piano orbitale
{\displaystyle \alpha '=\alpha +(1-c)\cdot p\cdot t} = longitudine “vera” del perigeo della Luna (funzione del tempo), misurata sul piano orbitale
{\displaystyle \beta =} longitudine del Sole al tempo zero, misurata sull'eclittica
{\displaystyle \gamma =} longitudine del nodo della Luna al tempo zero, misurata sull'eclittica
{\displaystyle \zeta =} longitudine del perigeo del Sole al tempo zero, misurata sull'eclittica
{\displaystyle e\simeq {1 \over 20}=} eccentricità dell'orbita della Luna al tempo zero; il valore preciso vale {\displaystyle e={1 \over 18{,}05054}=0{,}0554}
{\displaystyle (1-c)\cdot p=0{,}00164\cdot \mathrm {radianti \over giorno} } = velocità angolare degli apsidi della Luna
{\displaystyle (1-c^{2})={3 \over 2}\cdot m^{2}=0{,}0142}
{\displaystyle g=1+{3 \over 4}\cdot m^{2}-{9 \over 32}\cdot m^{3}=1{,}0040724}

## Longitudine della Luna
La soluzione del problema costitutivo della Lunar Theory è oggi completata. Di seguito sarà fornito il dettaglio espresso con una precisione al secondo ordine di dettaglio. I vari termini sinusoidali sono formati da un coefficiente che ne indica l'ampiezza massima, e un argomento da cui è possibile ricavarne la periodicità. Dopo lunghissimi passaggi algebrici si può affermare che la longitudine, al secondo ordine, è data dalla seguente espressione:
{\displaystyle \theta =p\cdot t+2\cdot e\cdot \mathrm {sen} ({c\cdot p\cdot t-\alpha })+{5 \over 4}\cdot e^{2}\cdot \mathrm {sen} (2\cdot ({c\cdot p\cdot t-\alpha }))+}
{\displaystyle +{15 \over 4}\cdot m\cdot e\cdot \mathrm {sen} ({(2-2\cdot m-c)\cdot p\cdot t-2\cdot \beta +\alpha })+}
{\displaystyle +{11 \over 8}\cdot m^{2}\cdot \mathrm {sen} ({(2-2\cdot m)\cdot p\cdot t-2\cdot \beta })-}
{\displaystyle -3\cdot m\cdot e'\cdot \mathrm {sen} ({m\cdot p\cdot t+\beta -\zeta })-}
{\displaystyle -{1 \over 4}\cdot k^{2}\cdot \mathrm {sen} ({2\cdot (g\cdot p\cdot t-\gamma }))}
Il contributo dei termini di questa espressione è discusso nel seguito:

### Moto medio
Trascurando tutti i termini periodici, rimane solo la componente lineare nel tempo:
{\displaystyle \theta =p\cdot t}
{\displaystyle {d\theta  \over dt}=p}
ciò indica una velocità angolare uniforme: la Luna si muove uniformemente su un cerchio; il periodo di rivoluzione vale {\displaystyle {2\cdot \pi  \over p}\simeq 27{,}33} giorni, che è pertanto la espressione del mese siderale. Per la precisione, nell'anno 1801 il valore è stato 27 giorni 7 ore 43 minuti 11,26 secondi. Questa prima parte del termine è quella che nei tempi antichi era rappresentata dal cerchio definito "deferente".
Il valore di p  è dato, al terzo ordine, da:
{\displaystyle p=\mathrm {costante} \cdot (1-{3 \over 2}\cdot k^{2}-m^{2}-{3 \over 2}\cdot e^{2})}
dove m  è dovuto all'azione disturbante del Sole; si può osservare che il moto medio p ottenuto dalla terza legge di Keplero (e quindi la velocità angolare media) è minore a causa degli elementi perturbanti, pertanto il tempo periodico medio sarebbe maggiore in assenza delle perturbazioni.

### Ineguaglianza Ellittica o Equazione del Centro
Questa ineguaglianza tiene conto della velocità angolare non uniforme (in accordo con la seconda legge di Keplero) e della rotazione della linea degli apsidi; fenomeni entrambi noti già a Ipparco e rappresentati da lui e da Tolomeo con opportuni epicicli. Si osservi che Ipparco, il cui modello era puramente descrittivo, cioè non pretendeva di derivare i parametri numerici da una legge fisica, poteva raggiungere il livello di precisione desiderato semplicemente aggiustando opportunamente la discrepanza fra la velocità di rotazione sull'epiciclo e quella sul deferente. Dedurre, invece, dalle leggi di gravitazione il moto rilevato degli astronomi fu particolarmente difficile.
Per valutare l'ineguaglianza ellittica si aggiunge al moto medio l'azione combinata degli altri due termini della prima riga:
{\displaystyle \theta =p\cdot t+2\cdot e\cdot \mathrm {sen} ({c\cdot p\cdot t-\alpha })+{5 \over 4}\cdot e^{2}\cdot \mathrm {sen} (2\cdot ({c\cdot p\cdot t-\alpha }))}
essa può essere riscritta:
{\displaystyle \theta =p\cdot t+2\cdot e\cdot \mathrm {sen} ({p\cdot t-(\alpha +(1-c)\cdot p\cdot t}))+{5 \over 4}\cdot e^{2}\cdot \mathrm {sen} ({2\cdot (p\cdot t-(\alpha +(1-c)\cdot p\cdot t})))}
si ricorda la similitudine formale tra la longitudine e il tempo lungo una ellisse con il corpo centrale in un fuoco, terminata alla precisione del secondo ordine:
{\displaystyle \theta =n\cdot t+2\cdot e\cdot \mathrm {sen} ({n\cdot t-\alpha '})+{5 \over 4}\cdot e^{2}\cdot \mathrm {sen} ({2\cdot (n\cdot t-\alpha '}))}
dove {\displaystyle n} è il moto medio, {\displaystyle e} la eccentricità e {\displaystyle \alpha '} la longitudine degli apsidi.
I termini considerati, pertanto, indicano il moto su una ellisse; il moto medio è p, la eccentricità e, la longitudine degli apsidi {\displaystyle \alpha +(1-c)\cdot p\cdot t}; ciò indica in modo chiaro che la linea degli apsidi non è stazionaria, ma ha un moto progressivo uniforme pari a {\displaystyle (1-c)\cdot p}, dove vale la seguente relazione:
{\displaystyle c=1-{3 \over 4}\cdot m^{2}}, approssimata al secondo ordine
se al posto di {\displaystyle c} si mette l'espressione sopra citata, la velocità angolare diventa {\displaystyle {3 \over 4}\cdot m^{2}\cdot p} perciò, mentre la Luna descrive un giro, l'asse precede di {\displaystyle {3 \over 4}\cdot m^{2}\cdot 360\simeq 1{,}6^{\circ }} circa, essendo m pari a circa {\displaystyle {1 \over 13}}.
Questo risultato è qualitativamente equivalente al modello del moto della Luna messo a punto dagli astronomi greci. Già Ipparco aveva trovato, e tutte le osservazioni moderne lo hanno confermato, che il moto degli apsidi è circa 3° per ciascuna rivoluzione della Luna. Dimensioni e velocità angolare su deferente ed epicicli erano determinate in modo da ottenere valori del moto lunare corrispondenti all'esperienza.
Il valore calcolato precedentemente, tuttavia, non corrisponde al dato osservativo.  Newton stesso era consapevole di questa apparente discrepanza tra la sua teoria e le osservazioni; ma si è condotti dalle sue stesse parole (Scolio alla Proposizione 35, libro III nella prima edizione dei Principia), a concludere che egli avesse superato l'ostacolo. Ciò è reso probabile dal fatto che egli risolse un simile problema nel caso del moto dell'asse dei nodi; egli, tuttavia, non ha fornito alcun calcolo o alcuna spiegazione a supporto della sua affermazione.
Clairaut, che nel 1750 trovò la causa della discrepanza e ne pubblicò la soluzione, giunse inizialmente alla conclusione che ci fosse un piccolo errore nella legge di gravitazione e fu sul punto di pubblicare una nuova ipotesi. Fortunatamente decise di procedere all'approssimazione di terzo ordine e così trovò che il termine successivo nello sviluppo di c era quasi altrettanto grande di quello già trovato. 
In altre parole l'espressione {\displaystyle c=1-{3 \over 4}\cdot m^{2}} utilizzata sopra deve essere sostituita col seguente valore di c approssimato al terzo ordine:
{\displaystyle c=1-{3 \over 4}\cdot m^{2}-{225 \over 32}\cdot m^{3}}
{\displaystyle (1-c)={3 \over 4}\cdot m^{2}+{225 \over 32}\cdot m^{3}}
{\displaystyle (1-c)\cdot 360\simeq 2,75}° valore che riconcilia teoria ed osservazione e che rimuove ciò che è stato vissuto come un immenso inciampo nella storia della astronomia. Quando il valore di {\displaystyle c} è approssimato ad ordini ancora superiori, viene raggiunta una corrispondenza ancora migliore.

#### Calcolo numerico approssimato

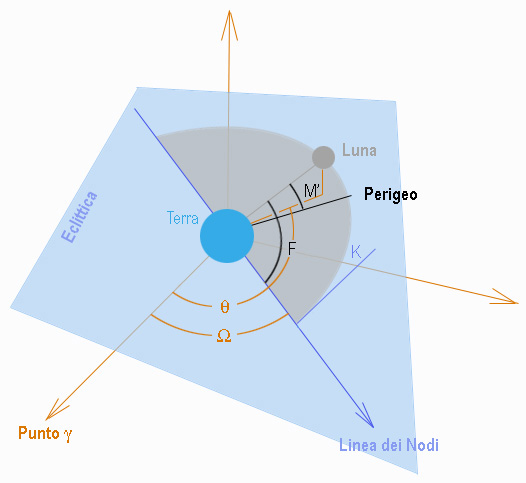
I parametri orbitali kepleriani

Allo scopo di calcolare accuratamente la posizione della Luna in un dato istante, è necessario prendere in considerazione migliaia di termini periodici nel calcolo della relativa longitudine, latitudine e distanza. Ci si fermerà qui a trattare solo quelli evidenziati dalla presente trattazione semplificata. Per avere i dati completi è necessario consultare le Lunar Tables and Programs di Chapront.
Si presuppone noto il concetto di Giorno Giuliano delle Effemeridi JDE, da cui si ricava il parametro ausiliario {\displaystyle T}, fornito dalla presente formula
{\displaystyle T={JDE-2451545 \over 36525}}
È necessario dapprima calcolare alcuni coefficienti, alla data richiesta, da inserire come argomento nella funzione trigonometrica che rappresenta la perturbazione in oggetto
Elongazione media della Luna (angolo rispetto alla direzione del Sole, misurato sull'eclittica)
{\displaystyle D=297{,}8501921+445267{,}1114034\cdot T-0{,}0018819\cdot T^{2}+{T^{3} \over 545868}-{T^{4} \over 113065000}}
Anomalia media del Sole (angolo rispetto al perigeo, misurato sull'eclittica)
{\displaystyle M=357{,}5291092+35999{,}0502909\cdot T-0{,}0001536\cdot T^{2}+{T^{3} \over 24490000}}
Anomalia media della Luna (angolo rispetto al perigeo, misurato sull'orbita)
{\displaystyle M'=134{,}9633964+477198{,}8675055\cdot T+0{,}0087414\cdot T^{2}+{T^{3} \over 69699}-{T^{4} \over 14712000}}
Argomento della latitudine della Luna (angolo rispetto al nodo ascendente, misurato sull'orbita)
{\displaystyle F=93{,}2720950+483202{,}0175233\cdot T-0{,}0036539\cdot T^{2}-{T^{3} \over 3526000}+{T^{4} \over 863310000}}
Ineguaglianza ellittica od equazione del centro
In modo numerico essa è data dalla seguente espressione, dove il coefficiente del seno è espresso in milionesimi di grado angolare
{\displaystyle 6288774\cdot \mathrm {sen} ({M'})+213618\cdot {sen}({2\cdot M'})\simeq }
{\displaystyle \simeq (6{,}29^{\circ })\cdot \mathrm {sen} ({M'})+(0{,}21^{\circ })\cdot \mathrm {sen} ({2\cdot M'})}
L'espressione raggiunge il suo massimo nella seguente configurazione:
{\displaystyle (6{,}29^{\circ })\cdot \mathrm {sen} ({86{,}2^{\circ }})+(0{,}21^{\circ })\cdot \mathrm {sen} ({172{,}4^{\circ }})\simeq }
{\displaystyle \simeq (6{,}30333^{\circ })}
Si tratta in buona sostanza di un'ampia sinusoide di ampiezza 6,29 ricamata con una piccola sinusoide di ampiezza 0,21. Esse hanno frequenze diverse e la funzione complessiva raggiunge il suo massimo quando l'argomento M' vale circa 86,2°.
.

### Evezione
Il termine {\displaystyle +{15 \over 4}\cdot m\cdot e\cdot \mathrm {sen} ({(2-2\cdot m-c)\cdot p\cdot t-2\cdot \beta +\alpha })} è denominato Evezione. I suoi effetti si possono considerare in due prospettive diverse:

#### Termine considerato per sé stesso
Esso è dunque un termine correttivo di
{\displaystyle \theta =p\cdot t+{15 \over 4}\cdot m\cdot e\cdot \mathrm {sen} ({(2-2\cdot m-c)\cdot p\cdot t-2\cdot \beta +\alpha })}
si definiscano le seguenti grandezze:
{\displaystyle \mathrm {luna} =p\cdot t=} longitudine media della Luna
{\displaystyle \mathrm {sole} =m\cdot p\cdot t+\beta =} longitudine media del Sole
{\displaystyle \alpha '=(1-c)\cdot p\cdot t+\alpha =} longitudine media dell'asse degli apsidi
raccogliendo opportunamente i termini
{\displaystyle \theta =p\cdot t+{15 \over 4}\cdot m\cdot e\cdot \mathrm {sen} ({2\cdot (p\cdot t-(m\cdot p\cdot t+\beta ))-(p\cdot t-(1-c)\cdot p\cdot t+\alpha )}))=}
{\displaystyle =p\cdot t+{15 \over 4}\cdot m\cdot e\cdot \mathrm {sen} ({2\cdot (luna-sole)-(luna-\alpha '}))}
Gli effetti di questo termine sono:
- alle Sizigie, quando Sole e Luna sono allineati, cioè quando hanno la stessa longitudine, la prima parte dell'argomento del seno si annulla, e pertanto rimane {\displaystyle \theta =p\cdot t-{15 \over 4}\cdot m\cdot e\cdot \mathrm {sen} ({luna-\alpha '})}, cioè la posizione “vera” della Luna è prima o dopo quella “media” a seconda del segno dell'argomento della funzione "seno";
- alle Quadrature, quando Sole e Luna distano 90º, la prima parte dell'argomento del seno vale pi greco e pertanto rimane {\displaystyle \theta =p\cdot t+{15 \over 4}\cdot m\cdot e\cdot \mathrm {sen} ({luna-\alpha '})}, in cui le circostanze sono esattamente invertite.

In entrambi i casi la correzione globale si annulla quando la linea degli Apsidi è alle Sizigie o alle Quadrature nello stesso momento della Luna. Nelle posizioni intermedie la natura della correzione è più complessa, ma si annulla sempre quando il Sole è a metà tra la Luna e la linea degli Apsidi, o quando dista 90º o 180º da quel punto. Se:
{\displaystyle sole={luna+\alpha ' \over 2}-r\cdot 90} dove {\displaystyle r={0,-1,1,2}}
allora
{\displaystyle \mathrm {sen} ({2\cdot (luna-sole)-(luna-\alpha ')})=\mathrm {sen} ({luna+\alpha '-2\cdot sole})=}
{\displaystyle =\mathrm {sen} ({r\cdot 180})=0}

#### Termine considerato in funzione dellaIneguaglianza Ellittica
Il secondo e più usuale metodo è quello di considerare gli effetti di questo termine in combinazione con i due termini della “Ineguaglianza Ellittica”, come segue: “Determinare la variazione della posizione della linea degli Apsidi e la variazione nella Eccentricità dell'orbita della Luna, prodotta dalla Evezione”.
Si prendano allora assieme la “Ineguaglianza Ellittica” e la “Evezione”:
{\displaystyle \theta =p\cdot t+2\cdot e\cdot \mathrm {sen} ({c\cdot p\cdot t-\alpha })+{5 \over 4}\cdot e^{2}\cdot \mathrm {sen} (2\cdot ({c\cdot p\cdot t-\alpha }))+{15 \over 4}\cdot m\cdot e\cdot \mathrm {sen} ({(2-2\cdot m-c)\cdot p\cdot t-2\cdot \beta +\alpha })}
sia {\displaystyle \alpha '} la Longitudine della linea degli Apsidi al tempo {\displaystyle t}, nella ipotesi di avanzamento uniforme
{\displaystyle \alpha '=(1-c)\cdot p\cdot t+\alpha }
{\displaystyle sole=m\cdot p\cdot t+\beta }
allora la precedente può essere riscritta
{\displaystyle \theta =p\cdot t+2\cdot e\cdot \mathrm {sen} ({c\cdot p\cdot t-\alpha })+{5 \over 4}\cdot e^{2}\cdot \mathrm {sen} (2\cdot ({c\cdot p\cdot t-\alpha }))+{15 \over 4}\cdot m\cdot e\cdot \mathrm {sen} ({c\cdot p\cdot t-\alpha +2\cdot (\alpha '-sole)})}
combinando insieme il secondo ed il quarto termine in uno solo
{\displaystyle 2\cdot E\cdot \mathrm {sen} ({c\cdot p\cdot t-\alpha +\delta })}
e si assuma
{\displaystyle E\cdot \cos({\delta })=e+{15 \over 8}\cdot m\cdot e\cdot \cos({2\cdot (\alpha '-sole)})}
{\displaystyle E\cdot \mathrm {sen} ({\delta })={15 \over 8}\cdot m\cdot e\cdot \mathrm {sen} ({2\cdot (\alpha '-sole)})}
da cui si possono ricavare {\displaystyle E} e {\displaystyle \tan({\delta })}; approssimativamente vale
{\displaystyle E=e\cdot (1+{15 \over 8}\cdot m\cdot \cos({2\cdot (\alpha '-sole)})}
{\displaystyle \delta ={15 \over 8}\cdot m\cdot \mathrm {sen} ({2\cdot (\alpha '-sole)})}
il termine {\displaystyle {5 \over 4}\cdot e^{2}\cdot \mathrm {sen} (2\cdot ({c\cdot p\cdot t-\alpha }))} può anche, al secondo ordine, essere espresso da
{\displaystyle {5 \over 4}\cdot E^{2}\cdot \mathrm {sen} (2\cdot ({c\cdot p\cdot t-\alpha +\delta }))}
e così le Longitudini diventano
{\displaystyle \theta =p\cdot t+2\cdot E\cdot \mathrm {sen} ({c\cdot p\cdot t-\alpha +\delta })+{5 \over 4}\cdot E^{2}\cdot \mathrm {sen} ({2\cdot (c\cdot p\cdot t-\alpha +\delta )})}
{\displaystyle \theta =p\cdot t+2\cdot E\cdot \mathrm {sen} ({p\cdot t-\alpha '+\delta })+{5 \over 4}\cdot E^{2}\cdot \mathrm {sen} ({2\cdot (p\cdot t-\alpha '+\delta )})}
Gli ultimi due termini costituiscono la “Ineguaglianza Ellittica” di un'orbita di eccentricità {\displaystyle E} e longitudine della linea degli Apsidi {\displaystyle \alpha '-\delta } [{\displaystyle E} è variabile nel tempo]; pertanto la Evezione, presa in unione con l'Ineguaglianza Ellittica, ha l'effetto di rendere l'eccentricità dell'orbita della Luna variabile, incrementandola di {\displaystyle {15 \over 8}\cdot m\cdot e} quando la linea degli Apsidi transita per le Sizigie, e diminuendola della stessa quantità quando la linea degli Apsidi passa per le Quadrature; l'espressione generale dell'incremento vale
{\displaystyle {15 \over 8}\cdot m\cdot e\cdot \cos({2\cdot (\alpha '-sole)})}
un altro effetto di questo termine è quello di diminuire la longitudine dell'asse, calcolata nell'ipotesi di moto uniforme, della quantità {\displaystyle \delta ={15 \over 8}\cdot m\cdot \mathrm {sen} ({2\cdot (\alpha '-sole)})}; così l'asse della linea degli Apsidi è dietro a quello medio nel primo o il terzo quadrante quando è in anticipo rispetto al Sole, e davanti quando è nel secondo o quarto quadrante. Il ciclo di queste variazioni dovrà essere evidentemente completato in un periodo di mezza rivoluzione del Sole rispetto all'asse degli Apsidi, cioè circa in {\displaystyle {9 \over 16}} di un anno.
Il periodo della Evezione in sé, indipendentemente dagli effetti sull'orbita, è il tempo in cui l'argomento
{\displaystyle (2-2\cdot m-c)\cdot p\cdot t-2\cdot \beta +\alpha }
si incrementa di {\displaystyle 2\cdot \pi }. Pertanto il periodo della Evezione vale
{\displaystyle {2\cdot \pi  \over (2-2\cdot m-c)\cdot p}=\mathrm {mese\ siderale\ medio \over 2-2\cdot m-c} =}
{\displaystyle =\mathrm {mese\ siderale\ medio \over 1-2\cdot m+{3 \over 4}\cdot m^{2}} \simeq 31,8} giorni, circa; il valore accurato vale 31,8119 giorni. Newton ha considerato la Evezione nella Proposizione 66, Corollario 9 dei Principia.

#### Termine calcolato con metodo numerico moderno
Il coefficiente del seno è espresso in milionesimi di grado angolare
{\displaystyle 1274027\cdot \mathrm {sen} ({2\cdot D-M'})\simeq (1{,}27^{\circ })\cdot \mathrm {sen} ({2\cdot D-M'})}

### Variazione
Si deve spiegare il significato del termine {\displaystyle +{11 \over 8}\cdot m^{2}\cdot \mathrm {sen} ({(2-2\cdot m)\cdot p\cdot t-2\cdot \beta })} inserito nella espressione della Longitudine della Luna
{\displaystyle \theta =p\cdot t+{11 \over 8}\cdot m^{2}\cdot \mathrm {sen} ({(2-2\cdot m)\cdot p\cdot t-2\cdot \beta })}
siano
{\displaystyle luna=p\cdot t=} Longitudine media della Luna
{\displaystyle sole=m\cdot p\cdot t+\beta =} Longitudine media del Sole
allora il valore di {\displaystyle \theta } diventa
{\displaystyle \theta =p\cdot t+{11 \over 8}\cdot m^{2}\cdot \mathrm {sen} ({2\cdot (luna-sole)})}
ciò mostra come dalle Sizigie alle Quadrature la posizione “vera” della Luna sia prima della Luna “media”, e dopo dalle Quadrature alle Sizigie; la massima differenza è data da {\displaystyle {11 \over 8}\cdot m^{2}} negli ottanti. La velocità angolare della Luna, per quanto riguarda questo singolo termine, vale circa
{\displaystyle {d\theta  \over dt}=p+{11 \over 4}\cdot (1-m)\cdot m^{2}\cdot p\cdot \cos({2\cdot (luna-sole)})=}
{\displaystyle =p\cdot (1+{11 \over 4}\cdot m^{2}\cdot \cos({2\cdot (luna-sole)}))}
il secondo termine mostra come essa superi {\displaystyle p} alle Sizigie, sia uguale a {\displaystyle p} negli ottanti, sia minore di p nelle Quadrature. Questa ineguaglianza è chiamata “Variazione” e il suo periodo è dato dall'argomento {\displaystyle (2-2\cdot m)\cdot p\cdot t-2\cdot \beta } incrementato di {\displaystyle 2\cdot \pi }
periodo della variazione = {\displaystyle ={2\cdot \pi  \over 2\cdot (1-m)\cdot p}=}
= {\displaystyle =\mathrm {mese\ sinodico\ medio \over 2} \simeq 14{,}75} giorni.
La quantità {\displaystyle {11 \over 8}\cdot m^{2}} è solo il primo di una interminabile serie di termini che costituiscono il coefficiente della Variazione; gli altri termini sono ottenuti con approssimazioni ad ordini superiori. Il termine successivo vale {\displaystyle ={59 \over 12}\cdot m^{3}}, che è circa {\displaystyle ={3 \over 11}} del primo termine; ci sono molti altri termini importanti, ed è solo con l'approssimazione agli ordini superiori (almeno al 5º ordine) che il valore del coefficiente può essere ottenuto con sufficiente accuratezza a partire dalla teoria. Infatti il termine {\displaystyle ={11 \over 8}\cdot m^{2}} dà un coefficiente di 26' 27'’, mentre il valore accurato vale 39' 30'’. Le stesse considerazioni si applicano ai coefficienti degli altri termini.
Espresso con la precisione del secondo ordine {\displaystyle {11 \over 8}\cdot m^{2}}, questo coefficiente della Variazione è indipendente dall'eccentricità {\displaystyle e} e dall'inclinazione dell'orbita {\displaystyle k}. Questa perturbazione capiterebbe dunque anche in un'orbita originariamente circolare, il cui piano coincidesse col piano dell'Eclittica: è certo che Newton ne ha tenuto conto. Principia Proposizione 66, Corollari 3, 4, 5.
Variazione calcolata con metodo numerico moderno
Il coefficiente del seno è espresso in milionesimi di grado angolare
{\displaystyle 658314\cdot \mathrm {sen} ({2\cdot D})\simeq (0{,}66^{\circ })\cdot \mathrm {sen} ({2\cdot D})}

### Equazione annua
Si deve spiegare il significato del termine {\displaystyle -3\cdot m\cdot e'\cdot \mathrm {sen} ({m\cdot p\cdot t+\beta -\zeta })} inserito nell'espressione della Longitudine della Luna
{\displaystyle \theta =p\cdot t-3\cdot m\cdot e'\cdot \mathrm {sen} ({m\cdot p\cdot t+\beta -\zeta })=}
{\displaystyle =p\cdot t-3\cdot m\cdot e'\cdot \mathrm {sen} (\mathrm {sole-longitudine\ perigeo\ del\ sole} )}
{\displaystyle =p\cdot t-3\cdot m\cdot e'\cdot \mathrm {sen} (\mathrm {anomalia\ del\ sole} )}
pertanto, mentre il Sole si muove dal suo perigeo a suo apogeo, la posizione vera della Luna è dietro a quella media; e dall'apogeo al perigeo prima di quella media. Il periodo è dato dall'anno anomalistico ed è per questo che viene denominata Equazione Annua.
si differenzi ora {\displaystyle \theta } rispetto al tempo:
{\displaystyle {d\theta  \over dt}=p\cdot (1-3\cdot m^{2}\cdot e'\cdot \cos(\mathrm {anomalia\ del\ sole} ))}
pertanto, per quanto riguarda questa perturbazione, la velocità angolare della Luna è minore quando il Sole è al Perigeo, il che accade attualmente attorno a primi di gennaio; è maggiore quando il Sole è all'apogeo, attorno ai primi di luglio.
L'Equazione Annua è, a questo ordine di precisione, indipendente dall'eccentricità e inclinazione dell'orbita della Luna, e pertanto sarebbe identica anche nel caso di orbita originariamente circolare. Newton, Principia, Proposizione 66, Corollario 6.
Equazione annua calcolata con metodo numerico moderno
Il coefficiente del seno è espresso in milionesimi di grado angolare
{\displaystyle -185116\cdot \mathrm {sen} ({M})\simeq (-0{,}19^{\circ })\cdot \mathrm {sen} ({M})}

### Riduzione
Si deve spiegare il significato del termine {\displaystyle -{k^{2} \over 4}\cdot \mathrm {sen} ({2\cdot (g\cdot p\cdot t-\gamma )})}
L'argomento della funzione seno è dato dal doppio dello "Argomento della Latitudine" della Luna. Il terminine, pertanto, equivale alla differenza tra la longitudine misurata sull'orbita e la longitudine misurata sull'eclittica; la Riduzione è semplicemente una conseguenza geometrica dell'inclinazione dell'orbita; misurando sull'orbita, i termini periodici svaniscono.
Riduzione calcolata con metodo numerico moderno
Il coefficiente del seno è espresso in milionesimi di grado angolare
{\displaystyle -114332\cdot \mathrm {sen} ({2\cdot F})\simeq (-0{,}11^{\circ })\cdot \mathrm {sen} ({2\cdot F})}

## Ulteriori moti della Luna

### Accelerazione Secolare della Luna - nota storica
Halley, intorno al 1693, trovò, comparando le eclissi degli antichi con quelle moderne, che la rivoluzione media della Luna era alla sua epoca percorsa in un tempo più breve di quello registrato tramite le eclissi dai Caldei e dai Babilonesi.
La causa di questo fenomeno rimase sconosciuta fino a che, nel 1787, Laplace ne diede una spiegazione convincente. Laplace scoprì che il moto {\displaystyle p} della Luna è anche influenzato dalla eccentricità {\displaystyle e'} dell'orbita del Sole attorno alla Terra (si ricorda che in questa trattazione il riferimento è geocentrico).
La eccentricità dell'orbita della Terra (o quella del Sole, in un riferimento geocentrico), è infatti perturbata dal moto di tutti gli altri pianeti.
All'epoca presente il valore di {\displaystyle p} è in aumento, pertanto il moto risulta accelerato, e continuerà così per molto, ma non per sempre. In tempi lontanissimi l'azione dei pianeti cambierà segno e {\displaystyle p} comincerà a decrescere.
È interessante osservare come l'azione dei pianeti sulla Luna, ad essa trasmessa attraverso le perturbazioni dell'orbita terrestre, sia più importante della loro azione diretta.
L'accelerazione dovuta alla variazione di {\displaystyle e'} è solo una delle componenti. Un'altra componente di accelerazione, lineare nel tempo, è legata agli attriti mareali che la Luna impone alla Terra, con enormi dissipazioni di energia e rallentamento della rotazione terrestre. Per la conservazione della quantità di moto del sistema Terra-Luna, considerato energeticamente isolato, la Luna deve compensare allontanandosi (oggi al tasso di 3,8 centimetri l'anno).
Pertanto, in un sistema di riferimento siderale la Luna rallenta. Ma la rotazione della Terra diminuisce, come si è già detto. Il risultato finale è che, in un riferimento geocentrico, la Luna accelera.

### Moti della Luna legati alla non sfericità (oblateness) della Terra - nota storica
A causa della non perfetta sfericità della Terra, devono essere introdotte ulteriori correzioni.
Laplace, nell'esaminare questi effetti, trovò che essi potevano con adeguatezza essere spiegati come termini correttivi della longitudine della Luna, come Mayer aveva scoperto tramite osservazione, e che l'argomento della funzione periodica era la Longitudine "vera" del nodo ascendente della Luna.
Di converso, dalla comparazione dell'osservato con le espressioni formali dei coefficienti di questi termini, si può dedurre lo schiacciamento terrestre con grande accuratezza, paragonabile a quella delle misure effettuate sulla superficie stessa.
Proseguendo le sue investigazioni, Laplace trovò che, nella espressione della latitudine della Luna, compare un termine il cui argomento è la longitudine "vera" della Luna stessa.
Questo termine, mai ipotizzato prima, è altresì utile al calcolo dello schiacciamento terrestre, e la corrispondenza col misurato è quasi perfetta; fornisce una compressione di circa {\displaystyle {1 \over 305}}, che corrisponde ad una media degli equivalenti valori ottenuti con altri metodi.

### Perturbazione di Venere - nota storica
Dopo che l'espressione della longitudine della Luna è stata ottenuta col "modello dei tre corpi ristretto", furono trovate ulteriori deviazioni mediante osservazione.
Intorno al 1848 il professor Hansen, di Seeberg in Gotha, aveva iniziato una revisione della Teoria della Luna, trovando due termini, fino a quel momento trascurati, dovuti alla azione di Venere.
- Il primo agisce in modo diretto e scaturisce da una significativa relazione numerica tra il moto anomalistico della Luna e il moto siderale di Venere;
- Il secondo agisce in modo indiretto e scaturisce da una ineguaglianza di lungo periodo tra i moti della Terra e quelli di Venere.

I periodi delle due ineguaglianze sono estremamente lunghi, il primo di 273 anni ed il secondo di 239 anni; le loro ampiezze sono rispettivamente di 27,4'' e 23,2'' (arcosecondi). Ne vediamo un commento nelle parole di Sir John Hershel in una prolusione alla Royal Astronomical Society:
«Queste sono quantità significative in paragone ad alcune delle ineguaglianze già riconosciute nel moto della Luna ... la loro scoperta può essere considerata un completamento di fatto della Teoria della Luna, almeno nel nostro tempo, e stabilisce la conformità assoluta della teoria di Newton e delle sue applicazioni analitiche a questo satellite ribelle»